# Zeche Vereinigte Mülheimerglück
Die Zeche Vereinigte Mülheimerglück ist ein ehemaliges Steinkohlenbergwerk in Essen-Burgaltendorf. Das Bergwerk ist aus der Konsolidation von zwei bis dahin eigenständigen Bergwerken entstanden.

## Bergwerksgeschichte
Im Jahr 1840 konsolidierten die Zechen Mülheimerglück und Wildenstein zur Zeche Vereinigte Mülheimerglück. In den Jahren 1842 bis 1854 war das Bergwerk in Betrieb. Im Jahr 1855 konsolidierte das Bergwerk unterhalb der Stollensohle mit weiteren Bergwerken zur Zeche Altendorf Tiefbau, oberhalb der Stollensohle blieb die Zeche Vereinigte Mülheimerglück weiterhin als eigenständiges Bergwerk in Betrieb. In den Jahren 1857 bis 1875 war das Bergwerk in Betrieb. Im Jahr 1881 wurde das Bergwerk stillgelegt. Am 15. August des Jahres 1910 wurde das Bergwerk wieder in Betrieb genommen. Das Bergwerk hatte zu diesem Zeitpunkt einen Stollen und zwei Tagesüberhauen. Im darauffolgenden Jahr wurde ein zweiter Stollen angesetzt. Im Jahr 1912 hatte das Bergwerk bereits fünf Tagesüberhauen und einen eigenen Eisenbahnanschluss. Das Baufeld hatte eine Fläche von 500 Metern streichend und 230 Metern querschlägig. Im Jahr 1913 geriet das Bergwerk in Zahlungsschwierigkeiten, aufgrund dieser wurde der Betrieb im Juni desselben Jahres eingestellt.
Im Jahr 1915 wurde der Betrieb wieder aufgenommen. Im Jahr 1917 wurden das Grubenfeld der Zeche Vereinigte Catharina, bestehend aus den Feldern Catharina und Catharina II, übernommen. Anschließend wurde in den Feldern mit dem Abbau begonnen. Im Jahr 1919 hatte das Bergwerk drei Tagesüberhauen und einen Stollen. Im Jahr 1921 wurde das Grubenfeld der Zeche Vereinigte Preußische Adler übernommen. Auch in diesem Grubenfeld wurde anschließend mit dem Abbau begonnen. Am 15. August des Jahres 1924 wurde der Abbau im Feld Vereinigte Preußische Adler eingestellt. Am 30. Juni des darauffolgenden Jahres wurde der Betrieb wegen Absatzmangels eingestellt. Ab Jahresanfang bis zum 30. April des Jahres 1926 wurde das Bergwerk erneut in Betrieb genommen. Danach war es bis Ende Juli desselben Jahres wieder außer Betrieb und wurde am 1. August desselben Jahres wieder in Betrieb genommen. Am 10. Januar des Jahres 1927 wurde die Zeche Vereinigte Mülheimerglück stillgelegt. Im Jahr 1951 wurde das Bergwerk unter gleichem Namen als Kleinzeche wieder in Betrieb genommen.

### Förderung und Belegschaft
Die ersten Förderzahlen stammen aus dem Jahr 1840, es wurden 29.006 ¾ preußische Tonnen Steinkohle gefördert. Im Jahr 1842 sank die Förderung leicht ab auf 21.960 preußische Tonnen Steinkohle. Im Jahr 1867 wurden 3378 Tonnen Steinkohle gefördert. Die ersten Belegschaftszahlen stammen aus dem Jahr 1869. Damals waren 25 Bergleute auf dem Bergwerk beschäftigt. Die Förderung in diesem Jahr betrug über 5500 Tonnen Steinkohle. Im Jahr 1870 wurden 5140 Tonnen Steinkohle gefördert. Im Jahr 1875 sank die Förderung auf 433 Tonnen, die Belegschaftsstärke lag bei drei Bergleuten. Im Jahr 1881 erneuter Förderrückgang auf 284 Tonnen Steinkohle, es waren noch zwei Bergleute angelegt. Im Jahr 1910 wurden mit zwölf Beschäftigten 2346 Tonnen Steinkohle gefördert. Im Jahr 1913 stieg die Förderung auf 9315 Tonnen Steinkohle, die Belegschaftszahl stieg auf 43 Beschäftigte. Im Jahr 1915 Förderrückgang auf 3229 Tonnen Steinkohle, es waren 20 Mitarbeiter auf dem Bergwerk angelegt. Im Jahr 1920 wurden mit 73 Beschäftigten 12.621 Tonnen Steinkohle gefördert. Die maximale Förderung des Bergwerks wurde im Jahr 1922 von 130 Beschäftigten erbracht. In diesem Jahr wurden 20.904 Tonnen Steinkohle gefördert. Die letzten Zahlen stammen aus dem Jahr 1926, mit 20 Mitarbeitern wurden 3564 Tonnen Steinkohle gefördert.

## Kleinzeche Vereinigte Mülheimerglück
Im Jahr 1951 wurde die Zeche Vereinigte Mülheimerglück als Kleinzeche wieder in Betrieb genommen. Besitzer dieser Kleinzeche war die Gewerkschaft Vereinigte Mülheimerglück. Am 30. Juni desselben Jahres wurde der Betrieb des Bergwerks wieder eingestellt. Später übernahm die Firma Graf Butterbach das Bergwerk. Im Februar des Jahres 1952 wurde das Bergwerk wieder in Betrieb genommen. Am 12. September desselben Jahres wechselte der Besitzer des Bergwerks erneut, Besitzer wurde wieder die Gewerkschaft Vereinigte Mülheimerglück. Am 15. September desselben Jahres wurde die Kleinzeche Mecklenbeck übernommen. Am 5. November des Jahres 1952 wurde die Kleinzeche Vereinigte Mülheimerglück endgültig stillgelegt.